# ROTEX
ROTEX（ローテックス）は、ロータリー青少年交換プログラムを修了した者によって構成されている組織である。各国際ロータリー地区の青少年交換委員会がスポンサーとなり、現在青少年交換プログラムを通して海外から来日している学生(来日学生)や、次年度に各国へ派遣予定されている学生(派遣候補生)、現在派遣中の学生(派遣生)のケアを行っている。
ROTary EXchangeが名称の由来となっており、ロータリー青少年交換プログラムを修了した者は性別・国籍を問わずメンバーと見なされる。年齢制限は無い。

## 活動

### 目的
- 文化・言語の違いなどから生じるであろう来日学生の不安や戸惑いに対し、経験者として助言をする事によって、より良い留学生活を送ってもらう。
- 事前に派遣予定の国に対しての情報や経験談を紹介することにより、派遣候補生の留学生活をより良いものにする。
- 現在留学中の派遣生に対して適時サポートを行い、より良い留学生活を送ってもらう。

### 内容
地区により差があるので、主だったものを紹介する。
- 例会：定期的(毎月１回など)に集まり、これからの方向性や行事内容についての会合を持つ。
- 行事：「来日学生との親睦を深める、来日学生に日本について知ってもらう」事を目的として季節・地域を活かした催し物を行う。

```
行事例：文化体験、お城めぐり、富士登山、京都観光、鎌倉散策、広島旅行、クリスマスパーティー、スピーチコンテスト　など
```

- 全国会議：年一回、全国のROTEXメンバーが一堂に会する。内容は回によって様々。

### 実情
メンバーがロータリー青少年交換プログラムを修了した者であると言う規定や、時間的制約によりその大半を学生が占めると言った理由により、積極的な活動が可能である地区が限られている。よって活動の活発さは地区によって大きな差がある。
ROTEXとして活動していくために、新しいメンバーのための研修合宿を行う地区もある。
活動事項は総会において決定される。
海外のROTEXとの交流をしている地区もあり、派遣中の学生に対してのサポートも行っている。
活動メンバーは、進学、就職、再留学、結婚などで入れ替わっていくことが多い。
派遣学生の選考に関与することはないとみられるが、選考の際には、面接に同席して、学生の平易な英語力をみる手助けをすることもある。
総会にて決定された会長のもと、協力してサポートを行っている。
活動の主体は、比較的大学生が多い。
ROTEXメンバーが派遣経験のある国は、英語圏にとどまらず、おとなり韓国や台湾、地球の裏側ブラジルまであり、幅広い。ROTEXメンバーは、一年間の長期交換プログラムで提携する地区に派遣され、現地校に通いながら生活した経験を持つか、一定期間の短期交換プログラムに参加し、海外で生活した経験を持つ。